# UHF - Original Motion Picture Soundtrack and Other Stuff
Nota: se procura pelo filme tente UHF (filme), para a banda tente UHF (banda), para o outro tente Ultra High Frequency
UHF - Original Motion Picture Soundtrack and Other Stuff (UHF - Trilha Sonora do Filme Original e Outras Coisas), ou simplesmente UHF é a trilha sonora do filme UHF, pelo músico norte-americano "Weird Al" Yankovic, lançada em 1989 pela gravadora Warner Bros. Records. "Weird Al" também atua no filme. O álbum contém várias canções do filme, assim como algumas dos comerciais e algumas inéditas. A trilha original por John Du Prez foi omitida do álbum, no Brasil, assim como The Essential "Weird Al" Yankovic, o álbum foi lançado com as faixas em outra ordem.

## Faixas
| Faixa | Nome | Duração | Paródia de                                     | Descrição |
| ----- | --- | ------- | ---------------------------------------------- | --- |
| 1     | "Money for Nothing/Beverly Hillbillies*" (Dinheiro por Nada/Caipiras de Beverly)                                          | 3:11    | "Money for Nothing" por Dire Straits           | Letra levemente modificada do tema do seriado The Beverly Hillbillies. Os próprios Mark Knopfler e Guy Fletcher (guitarrista e tecladista do Dire Straits, respectivamente) tocam na faixa. |
| 2     | "Gandhi II" | 1:00    | Original                                       | Um comercial do filme de ação com Mahatma Gandhi como protagonista, que faz referência ao filme Gandhi. |
| 3     | "Attack of the Radioactive Hamster from a Planet Near Mars (Ataque dos Hamsters Radioativos de um Planeta Perto de Marte) | 3:28    | Original                                       | Uma canção sobre um exército de hamsters mutantes que aterrorizam o planeta. |
| 4     | "Isle Thing" (Coisa de Ilha)                                                                                              | 3:37    | "Wild Thing" por Tone Lōc                      | Sobre uma garota que apresenta o cantor ao programa Gilligan's Island. Na letra, há uma referência a outra canção de Tone, "Funky Cold Medina". |
| 5     | "The Hot Rocks Polka" (A Polca Das Pedras Quentes)                                                                        | 4:50    | Uma das Polka Medleys                          | Inclui trechos das seguintes canções: - "It's Only Rock'n Roll (But I Like It)" - "Brown Sugar" - "You Can't Always Get What You Want" - "Honky Tonk Women" - "Under My Thumb" - "Ruby Tuesday" - "Miss You" - "Sympathy for the Devil" - "Get off of My Cloud" - "Shattered" - "Let's Spend the Night Together" - "(I Can't Get No) Satisfaction" - "Ear Booker Polka" por "Weird Al" Yankovic Todas essas canções (com exceção da última) são dos Rolling Stones. O título da faixa refere-se à coletânea Hot Rocks da banda inglesa. |
| 6     | "UHF" | 5:09    | Original                                       | Uma divertida canção ao estilo de "State of Shock" por The Jacksons, com letras escritas no estilo de uma grande campanha promocional de um canal de televisão. |
| 7     | "Let Me Be Your Dog" (Deixe-me Ser Seu Cachorro)                                                                          | 0:16    | Original                                       | Uma rápida canção tocada no filme quanto o Tio Harvey relaxa em sua piscina. Contém elementos de "I Wanna Be Your Dog" por The Stooges. |
| 8     | "She Drives Like Crazy" (Ela Dirige Feito Louca)                                                                          | 3:42    | "She Drives Me Crazy" por Fine Young Cannibals | Sobre a namorada de um homem, que tem hábitos terríveis ao volante. |
| 9     | "Generic Blues" (Blues Genérico)                                                                                          | 4:34    | Chicago blues                                  | Um blues com letras deliberadamente clichês. De acordo com "Weird Al" em suas notas na box set Permanent Record: Al in the Box, B.B. King considera essa canção uma das suas dez canções favoritas de blues. |
| 10    | "Spatula City" (Cidade Espátula)                                                                                          | 1:07    | Original                                       | Comercial de uma loja outlet de espátulas. |
| 11    | "Fun Zone" (Zona de Diversão)                                                                                             | 1:45    | Instrumental                                   | Tema do clube de campo de Stanley Spadowski. É tocada no começo de cada apresentação de "Weird Al". |
| 12    | "Spam" | 3:12    | "Stand" por R.E.M.                             | Sobre o alimento. |
| 13    | "The Biggest Ball of Twine in Minnesota" (A Maior Bola de Barbante em Minnesota)                                          | 6:50    | Harry Chapin                                   | Descreve a viagem de uma família a um ponto turístico no estado norte-americano do Minnesota. |

## Formação
- "Weird Al" Yankovic - sintetizador, acordeão, voz, vocais
- Jim West - guitarra, banjo, vocais
- Rick Derringer - guitarra, vocais
- Mark Knopfler - guitarra em "Money for Nothing/Beverly Hillbillies*"
- Steve Jay - baixo, vocais
- Kim Bullard - sintetizador
- Guy Fletcher - sintetizador em "Money for Nothing/Beverly Hillbillies*"
- Jon "Bermuda" Schwartz - bateria, percussão
- Jimmy Z. - gaita
- Donny Sierer - saxofone
- Warren Luening - trompete
- Jim Rose - vocais, anunciador
- The Step Sisters - vocais
- The Waters Sisters - vocais

### Produção
- Engenharia de som: Daryll Dobson, Tony Papa
- Assistente de engenharia: Jamey Dell, Bill Malina
- Arranjos: "Weird Al" Yankovic

## Paradas

### Álbum
| Ano  | Parada            | Posição |
| ---- | ----------------- | ------- |
| 1988 | The Billboard 200 | 146     |